# Bibury Animation Studios
Bibury Animation Studios G.K. (Nhật: 合同会社バイブリーアニメーションスタジオ Hepburn: Gōdō-gaisha Baiburī Animēshon Sutajio) là một xưởng phim hoạt hình Nhật Bản được thành lập vào ngày 1 tháng 5 năm 2017 tại Mitaka, Tokyo.

## Lịch sử
Bibury Animation Studios được thành lập vào ngày 1 tháng 5 năm 2017 bởi đạo diễn Motoki Tanaka dưới biệt danh Tensho, người từng chỉ đạo các loạt anime như Kinro Mosaic, Grisaia no Kajitsu và Rewrite sau thời gian hành nghề tự do tại White Fox. Năm 2019, xưởng phim sản xuất tác phẩm lớn đầu tay là bộ phim điện ảnh Grisaia: Phantom Trigger the Animation nhờ khoản đầu tư từ nhà phát triển gốc của trò chơi, FrontWing. Cùng năm đó, Azur Lane là tác phẩm đầu tiên của xưởng được lên sóng truyền hình.

## Tác phẩm
| Tựa đề                                                       | Ngày phát sóng   | Ngày phát sóng   | Đạo diễn        | Số tập | Ghi chú                                                                                  |
| Tựa đề                                                       | Bắt đầu          | Kết thúc         | Đạo diễn        | Số tập | Ghi chú                                                                                  |
| ------------------------------------------------------------ | ---------------- | ---------------- | --------------- | ------ | ---------------------------------------------------------------------------------------- |
| Azur Lane                                                    | 3 tháng 10, 2019 | 20 tháng 3, 2020 | Tensho          | 12     | Dựa trên trò chơi điện tử cùng tên do Shanghai Manjuu và Xiamen Yongshi phát triển.      |
| Gotōbun no Hanayome ∬                                        | 8 tháng 1, 2021  | 26 tháng 3, 2021 | Kaori           | 12     | Phần tiếp theo của Gotōbun no Hanayome, mùa một trước đó do Tezuka Productions sản xuất. |
| Black★★Rock Shooter Dawn Fall                                | 3 tháng 4, 2022  | 19 tháng 6, 2022 | Tensho          | 12     | Dựa trên nhân vật Black Rock Shooter của Huke.                                           |
| Prima Doll                                                   | 9 tháng 7, 2022  | 24 tháng 9. 2022 | Tensho          | 12     | Thuộc dự án cùng tên của Key.                                                            |
| Mahō Shōjo Magical Destroyers                                | 8 tháng 4, 2023  | 24 tháng 6, 2023 | Ikehata Hiroshi | 12     | Tác phẩm gốc dựa trên ý tưởng của Inagawa Jun.                                           |
| Kimi no koto ga Dai Dai Dai Dai Daisuki na 100-nin no Kanojo | 8 tháng 10, 2023 |                  | Sato Hikaru     | 12     | Dựa theo một tựa manga do Nakamura Rikito viết và Nozawa Yukiko minh họa.                |
| Grisaia: Phantom Trigger the Animation                       | tháng 1, 2025    |                  | Ikehata Hiroshi |        | Dựa trên visual novel Grisaia no Kajitsu của Frontwing.                                  |
| Witch Watch                                                  | tháng 4, 2025    |                  |                 |        | Dựa theo manga của Shinohara Kenta.                                                      |

### Phim điện ảnh
| Tựa đề                                           | Ngày phát hành       | Đạo diễn         | Ghi chú                                                    |
| ------------------------------------------------ | -------------------- | ---------------- | ---------------------------------------------------------- |
| Grisaia: Phantom Trigger the Animation           | 15 tháng 3 năm 2019  | Tensho           | Phần tiếp theo của Grisaia no Rakuen.                      |
| Grisaia: Phantom Trigger the Animation Stargazer | 27 tháng 11 năm 2020 | Murayama Kousuke | Phần tiếp theo của Grisaia: Phantom Trigger the Animation. |
| Eiga Gotōbun no Hanayome                         | 20 tháng 5 năm 2022  | Jinbo Masato     | Phần tiếp theo của Gotōbun no Hanayome ∬ .                 |